# Vasvár
Vasvár é uma cidade da Hungria, situada no condado de Vas. Tem 55,1 km² de área e sua população em 2019 foi estimada em 4.171 habitantes.